# Аппарель

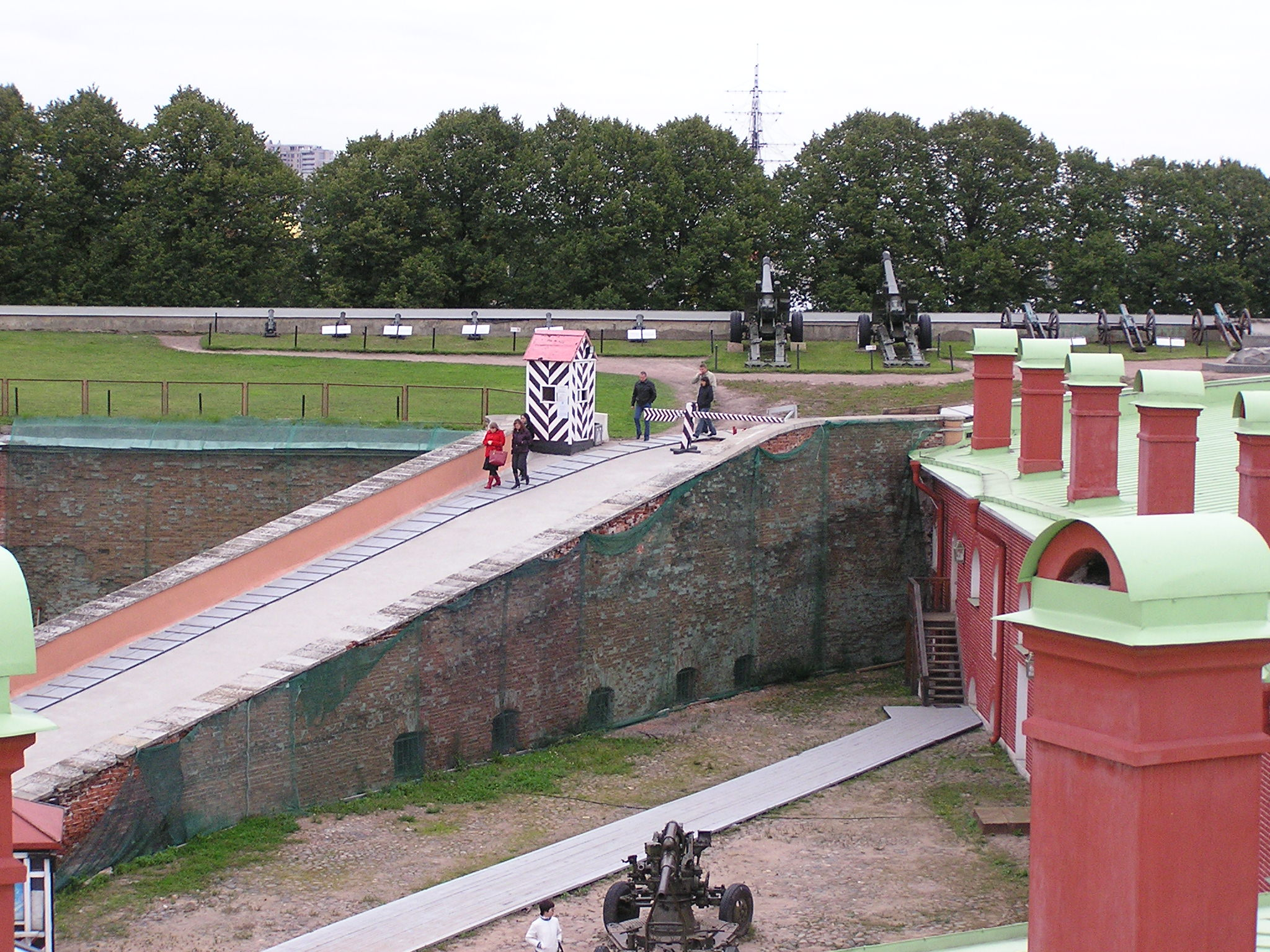
Аппарель Государева бастиона Петропавловской крепости

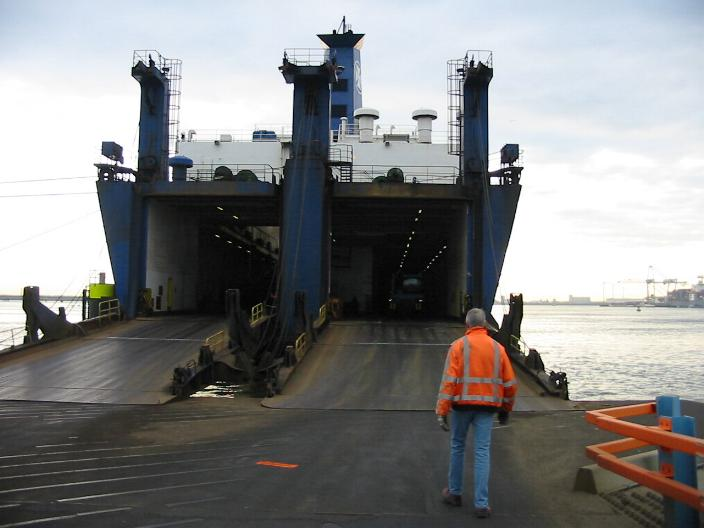
Аппарели транспортного судна

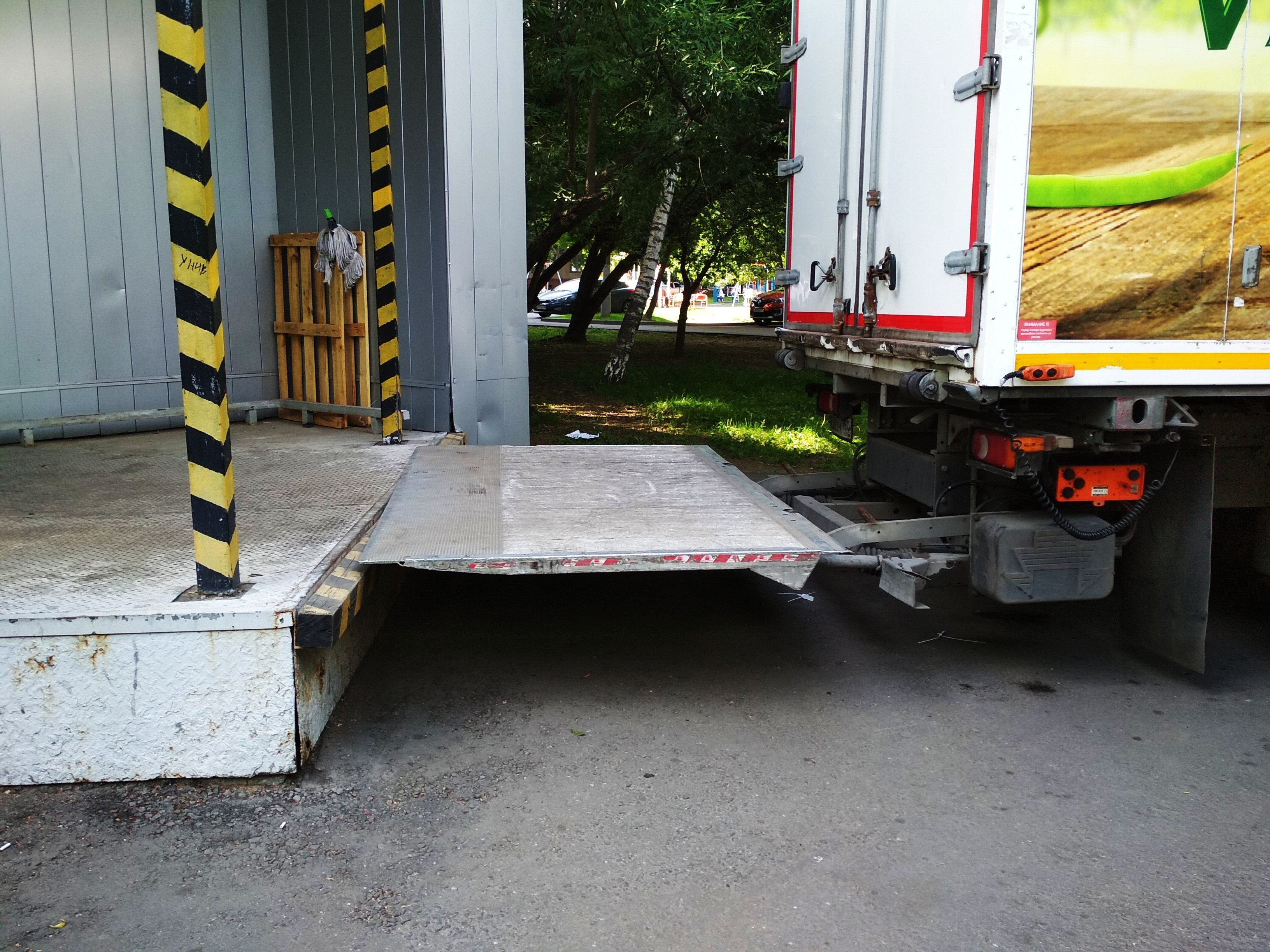
Аппарель автомобиля

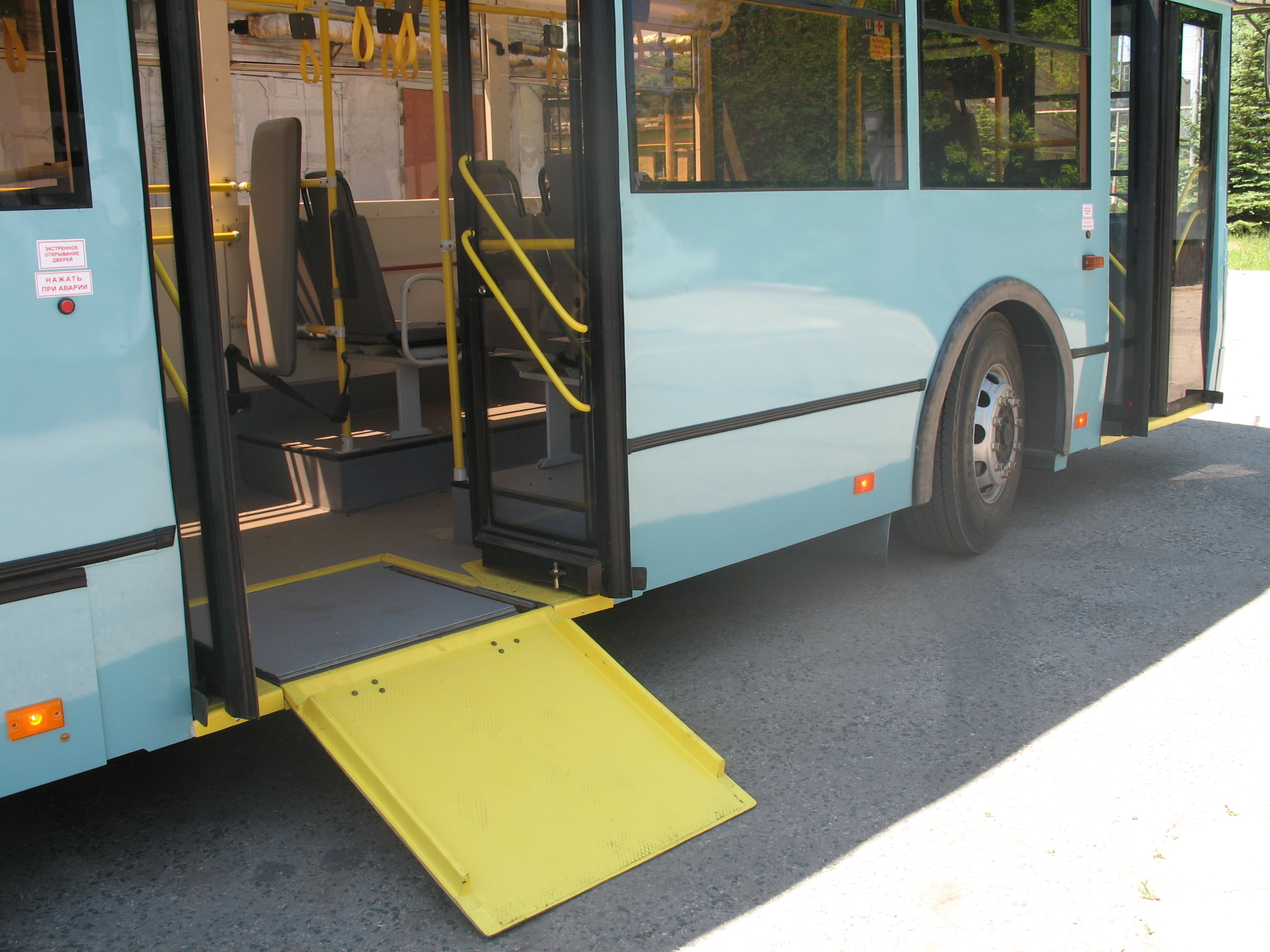
Автобусная откидная аппарель

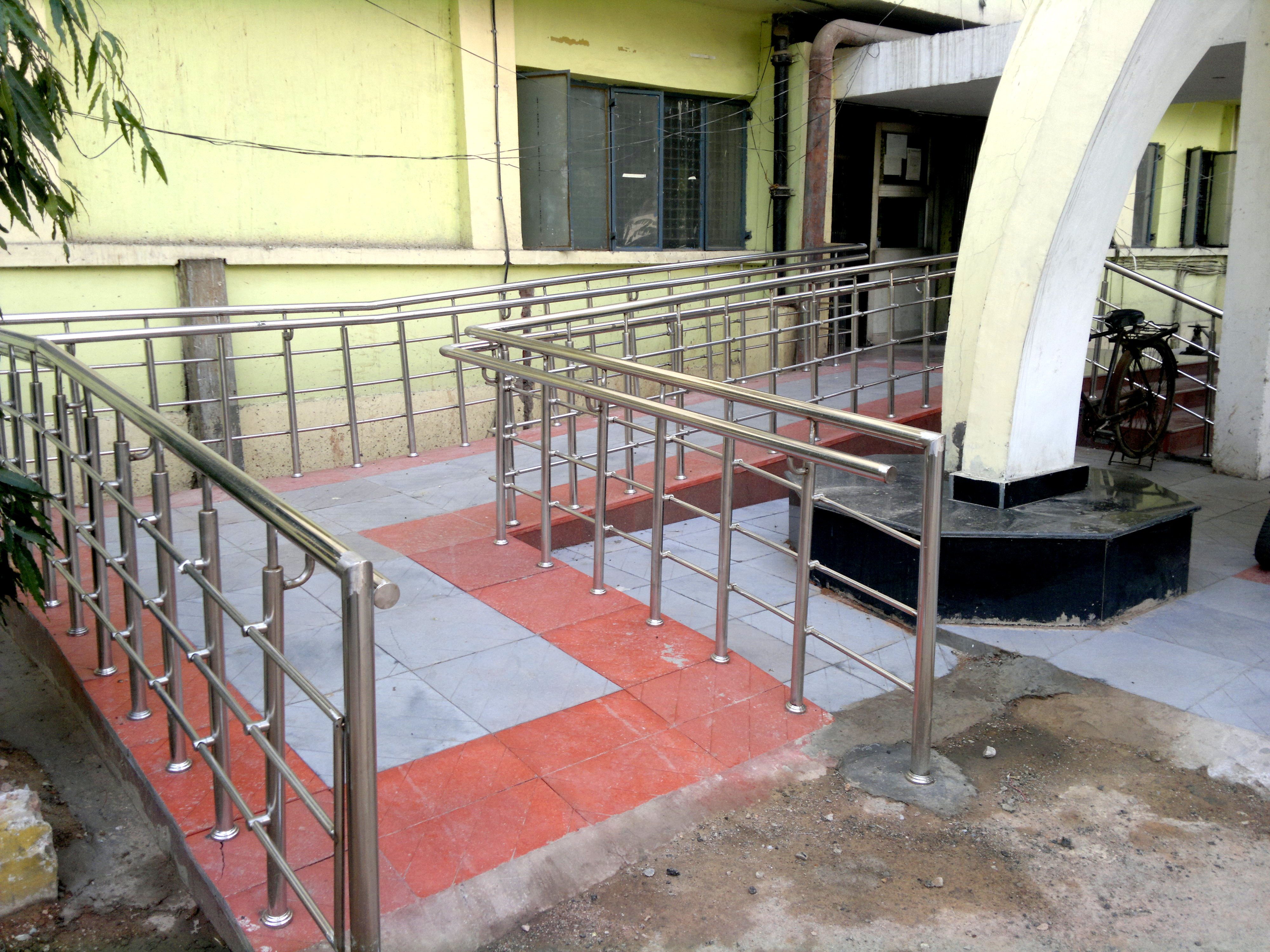
Аппарель или пандус у входа в здание

Аппаре́ль (от фр. appareil — въезд) — пологая площадка, насыпь или платформа для подъёма и спуска техники, грузов, животных.
В отдельных источниках указана как Апаре́ль (ж. франц. воен.) отлогий спуск с валганка, с барбета; спуск (отлогий спуск) в крепостной ров, и Аппарель — отлогая насыпь для ввоза орудий на барбеты или валганги в крепостях и полевых укреплениях.

## Военное дело
В фортификации аппарель представляет собой наклонную площадку (отлогая насыпь) для ввоза орудий на бастионы и иные укрепления, спуска вооружений и военной техники в окопы.
На начало XX столетия пологая земляная отсыпь, или аппарель, была предназначена для сообщения и для втаскивания орудий на барбеты и валганги.
Ширина аппарели в полевых укреплениях — 8—10 футов, падение — от 1/6 до 1/4, в зависимости от высоты, боковые отлогости — с естественным откосом. В долговременных укреплениях аппарели обыкновенно имели большие размеры и делались положе, с падением от 1/6 до 1/10.
Аппарелями также называли отлогие спуски во рвы укреплений, батарей и заслонов, прорезаемые в их отлогостях для сообщения и для доставки орудий, зарядных ящиков и тому подобное. Уклон и размеры их были такие же, как и у насыпных аппарелей.
В 1930-е годы аппарель определялась как наклонная, пологая, земляная насыпь, служащая для ввоза или спуска орудий, пулемётов, зарядных ящиков и тому подобное с горизонта земли или со дна рва крепостных или полевых укреплений на возвышение (барбет, валганг), с которого производится стрельба.

## Транспорт
На транспортных средствах аппарель — площадка для перемещения на борт и обратно перевозимых грузов; в этом значении также называется «рампой».
Для аппарели нашли место и в мирной жизни[стиль], как правило, на грузовиках. В автомобильном мире её называют «гидравлическим бортом», «лопатой», «подъёмником». Общепринятого официального названия не имеет. Является очень удобным приспособлением для разгрузки машин. Также аппарель является неотъемлемой деталью трала.

## В архитектуре
В архитектуре гражданских сооружений термин «аппарель» практически не применяется; взамен него используют слово «пандус». Однако в СП 59.13330.2020 термин «аппарель» расшифровывается как «элемент обустройства пешеходного пути в виде монолитной или накладной конструкции, в том числе на лестничном марше или через препятствие, состоящий из двух раздельных направляющих для перемещения средств на колёсах и прохода между ними». Прямо указывается, что применение для инвалидов вместо пандусов аппарелей не допускается.

## В кинематографе
Аппарели Петропавловской крепости можно увидеть в таких знаменитых советских фильмах, как «Остров сокровищ» и «Гардемарины, вперёд!» (место казни Анны Бестужевой).